# Три оповідання Чехова
«Три оповідання Чехова» — радянський кіноальманах спільного виробництва «Мосфільму» і Кіностудії ім. М. Горького за мотивами оповідань А. П. Чехова, приурочений до сторіччя з дня народження письменника. Складається з трьох новел: «Ванька», «Анюта» і «Помста». Дебютні роботи режисерів  Мері Анджапарідзе і Ірини Поплавської, одна з перших ролей Євгена Євстигнєєва в кіно. Зйомки проходили з 1959 по 1960 рік.

## «Ванька»
Драма за мотивами оповідання «Ванька» (1886) виробництва Кіностудії ім. М. Горького, творча майстерня Леоніда Лукова. Чорно-білий. 30 хвилин. 1959 рік.

### Сюжет
Селянин приводить онука, сироту Івана Жукова, в місто на заробітки і влаштовує учнем шевця Аляхіна. Швець, його дружина і підмайстри — жорстокі люди, які зневажають «Ваньку», як завжди його кличуть. Ванька живе впроголодь і терпить постійні побої і приниження.
У ніч перед Різдвом домашні йдуть на святкування. Ваньку залишають доглядати за немовлям в колисці, і він сідати за лист дідові, в якому виливає всі свої образи і прикрощі, час від часу провалюючись в сон. Глядачеві показують як сумні сторінки життя, так і рідкісні хвилини радості хлопчика, а також непросту селянську долю діда, прислуговуючого панові.
Закінчивши лист, Ванька замість адреси пише на конверті «На село дідусеві» і бачить останній сон, в якому Дід Мороз доставляє лист дідові, і той, прочитавши його, відправляється в місто за онуком.

### У ролях
- Олександр Барсов —  Ванька Жуков
- Микола Нікітіч —  дід Ваньки
- Микола Плотников —  швець Аляхін
- Нонна Мордюкова —  дружина Аляхіна
- Петро Алейников —  Єгорка Кривий
- Володимир Борискін —  підмайстер
- Георгій Бударов —  торговець
- Ксенія Козьміна —  кухарка
- Микола Новлянський —  пан
- Алевтина Рум'янцева —  пані
- Микола Сморчков —  підмайстер
- Юрій Саранцев —  поліцейський службовець
- Євген Кудряшов —  м'ясник

### Знімальна група
- Автори сценарію:  Едуард Бочаров,  Веніамін Дорман,  Генріх Оганесян
- Режисер-постановник:  Едуард Бочаров
- Оператори:  Жозеф Мартов,  Петро Катаєв
- Художник-постановник:  Марія Фатєєва
- Композитор:  Микола Будашкін
- Звукооператор: Вартан Єрамішев

## «Анюта»
Драма за мотивами оповідання « Анюта» (1886) виробництва студії «Мосфільм». Чорно-білий. 20 хвилин. 1959 рік.

### Сюжет
Дівчина Анюта і студент медичного інституту Степан Клочков ділять номер в дешевому готелі «Лісабон». Вона підробляє вишиванням, він зайнятий навчанням і використовує покірну співмешканку як анатомічну модель.
В номер заглядає сусід-художник і просить «позичити» дівчину, щоб та позувала йому в образі Психеї. Анюта відмовляється, але Клочков вмовляє її. Коли вона, втомлена, повертається від художника, Клочков вирішує почати нове життя і жене її геть. Але, пошкодувавши, дозволяє їй пожити ще недовго.

### У ролях
- Клавдія Блохіна —  Анюта
- Анатолій Адоскін —  Степан Клочков
- Євген Євстигнєєв —  художник
- Павло Тарасов —  2-й чиновник
- Віктор Уральський —  Григорій
- Олег Жаков —  епізод

### Знімальна група
- Автор сценарію і режисер-постановник:  Мері Анджапарідзе
- Оператор:  Микола Олоновський
- Художник-постановник:  Семен Ушаков
- Композитор:  Борис Чайковський
- Звукооператор:  Семен Литвинов

## «Помста»
Комедія за мотивами оповідання «Помста» (1886) виробництва студії «Мосфільм». Кольоровий. 25 хвилин. 1960 рік.

### Сюжет
Лев Савич Турманов, програвши в карти, повертається додому і чує, як за дверима молода дружина кокетує з черговим залицяльником. Ним виявляється його друг Дегтярьов, який домовляється з Поліною Григорівною про те, щоб вона залишила йому записку в мармуровій вазі, що в міському саду, попутно роздаючи її чоловікові образливі прізвиська.
Цього Турманов вже стерпіти не може і задумує помсту: «обіграти його рублів на 200». Знову програвшись, він планує ще більш підступну помсту: він пише анонімний лист купцеві Дулінову з погрозою підірвати його крамницю, якщо той не покладе 200 рублів в ту саму вазу. Купець тут же біжить в поліцію.
У призначений день двоє городових чекають «терориста» в саду, за ними з кущів спостерігає Турманов. Мріючи, він марить про майбутню розправу: як Дегтярьова ловлять на місці злочину, як на шум збігаються їхні дружини і сам Турманов, які «розпізнають» почерк Дегтярьова на записці, і той, не витримавши ганьби, стріляється. Однак розв'язка виходить зовсім несподіваною.

### У ролях
- Михайло Яншин — Лев Савич Турманов
- Людмила Касаткіна — Поліна Григорівна, дружина Турманова
- Георгій Віцин — Дегтярьов
- Анастасія Георгієвська — Софа, дружина Дегтярьова
- Станіслав Чекан — купець Дулін
- Никифор Колофідін — старий городовий
- Юрій Леонідов — молодий городовий

### Знімальна група
- Автор сценарію:  Григорій Колтунов
- Режисер-постановник:  Ірина Поплавська
- Оператор:  Петро Ємельянов
- Художник-постановник:  Євген Куманьков
- Композитор:  Юрій Левітін
- Звукооператор: Євген Федоров
- Художній керівник:  Сергій Юткевич